# KT Большой Медведицы
KT Большой Медведицы (лат. KT Ursae Majoris) — одиночная переменная звезда в созвездии Большой Медведицы на расстоянии приблизительно 4875 световых лет (около 1495 парсеков) от Солнца. Видимая звёздная величина звезды — от +11,57m до +11,07m.

## Характеристики
KT Большой Медведицы — белая пульсирующая переменная звезда типа RR Лиры (RRAB) спектрального класса A4.